# 狐狸座BW
狐狸座BW，又名BD+27 3909，HD 199140、SAO 89265、HR 8007，是狐狸座的一颗恒星，视星等为6.56，位于銀經72.75，銀緯-10.48，其B1900.0坐标为赤經20h 50m 7.6s，赤緯+28° -10.48′ 31″。